# Molukse buulbuul
De Molukse buulbuul (Hypsipetes affinis synoniemen: Alophoixus affinis of Thapsinillas affinis) is een zangvogel uit de familie Pycnonotidae (buulbuuls).

## Verspreiding en leefgebied
Deze soort is endemisch op de Molukken en telt twee ondersoorten:
- H. a. affinis: Ceram.
- H. a. flavicaudus: Ambon.

## Status
De grootte van de populatie is niet gekwantificeerd maar de soort wordt omschreven als vrij algemeen. Op de Rode lijst van de IUCN heeft deze soort de status niet bedreigd.